# Fredrik von Sydow (juridikstudent)
Christian Fredrik Viktor Albert von Sydow, född 4 juni 1908, död 7 mars 1932 i Uppsala, var en svensk juridikstuderande vid Uppsala universitet. Han har gått till den svenska kriminalhistorien som förövare i det massmord som benämns von Sydowska morden. Han förmodas vara den som utförde samtliga dessa mord.

## Biografi
Den 7 mars 1932 mördade Fredrik von Sydow troligtvis sin far, den tidigare vd:n för Svenska Arbetsgivareföreningen Hjalmar von Sydow, dennes hushållerska Karolina Herou och jungfrun Ebba Hamn. Morden skedde i Hjalmar von Sydows hem på Norr Mälarstrand 24 i Stockholm och mordvapnet var sannolikt ett strykjärn.
Vid 18-tiden samma dag och efter att ha lånat en tävlingspistol av Sven Hallman, begav sig Fredrik von Sydow tillsammans med sin hustru, Ingun (född Sundén-Cullberg den 6 mars 1909), med taxi till Uppsala. Efter en middag vid 22-tiden på kvällen på Hotell Gillet i staden och efter att ha konfronterats med polis, sköt Fredrik von Sydow sin hustru till döds i hotellets foajé, varpå han ögonblicket därefter begick självmord.
Fredrik von Sydow kom under lång tid att misstänkas som gärningsman i de så kallade Mörtnäsmorden, ett trippelmord, som begicks endast några dagar före de von Sydowska morden. Offren, ihjälslagna med ett järnrör, upptäcktes den 4 mars 1932 och morden bedömdes ha begåtts två dagar tidigare. Tillvägagångssättet vid detta dåd, och därtill att Fredrik von Sydow var välbekant med omgivningarna, eftersom hans föräldrar där hade ett sommarställe, samt antydningar om att han skulle ha lånat pengar av ett av offren, fick till följd att misstankarna mot honom väcktes. Advokaten Anders Frigell, som undersökt fallet, och som redogör för detta i sin bok om de von Sydowska morden, anser sig dock kunna dra slutsatsen att Fredrik von Sydow hade alibi för detta brott, nämligen att han befunnit sig på en bar i Stockholm vid tidpunkten för dessa mord.